# إدوين بانغيرا
إدوين بانغيرا (بالإسبانية: Edwin Banguera)‏ هو لاعب كرة قدم كولومبي في مركز ظهير ‏، ولد في 12 أغسطس 1996 في مدينة كالي في كولومبيا. لعب مع نادي جل فيسنتي.

## وصلات خارجية
- إدوين بانغيرا على موقع قاعدة بيانات كرة القدم.إي يو (الإنجليزية)
- إدوين بانغيرا على موقع Soccerway.com (الإنجليزية)